# Truss (Einheit)
Truss war ein englisches Stückmaß und bedeutete Bund. Nach diesem Maß wurden Stroh und Heu zum Verkauf vorbereitet. Der Verkauf erfolgte nach dem Load, der Last, was 36 Trusses/Bünden entsprach. Ein Load neues Heu vor dem 4. September war 1 Tun oder 20 Hundredweight, danach nur noch 18 Hundredweight.
- Stroh 1 Truss = 1 Bund zu 36 Pfund
- Heu, alt 1 Truss = 1 Bund zu 56 Pfund
- Heu, frisches 1 Truss = 1 Bund zu 60 Pfund (galt bis zum 4. September)